# Ковтунов, Георгий Никитович
Георгий Никитович Ковтунов (26 мая 1918, Алексеевский район — 7 мая 1987, Москва) — генерал-лейтенант Советской Армии, участник Великой Отечественной войны, Герой Советского Союза (1944).

## Биография
Георгий Ковтунов родился 26 мая 1918 года в селе Ореховка (ныне — Алексеевский район Самарской области). После окончания девяти классов школы работал в колхозе. В 1936 году Ковтунов был призван на службу в Рабоче-крестьянскую Красную Армию. В 1939 году он окончил Тбилисское горно-артиллерийское училище. Участвовал во вводе советских войск в Иран. С сентября 1942 года — на фронтах Великой Отечественной войны. Участвовал в боях под Харьковом, на Дону, Сталинградской и Курской битвах, освобождении Псковской области. В ноябре 1943 года получил несколько тяжёлых ранений. После возвращения в строй Ковтунов участвовал в освобождении Белорусской ССР.
К июню 1944 года гвардии подполковник Георгий Ковтунов командовал 138-м гвардейским артиллерийским полком 67-й гвардейской стрелковой дивизии 6-й гвардейской армии 1-го Прибалтийского фронта. Отличился во время освобождения Витебска. В тех боях его полк уничтожил 46 автомашин, 14 батарей артиллерии и миномётов, 31 пулемёт, 51 повозку, 28 дзотов, 24 наблюдательных пункта противника, 8 танков, 4 САУ «Фердинанд», около 600 вражеских солдат и офицеров. За отличия в тех боях полк Ковтунова получил почётное наименование «Витебский».
Указом Президиума Верховного Совета СССР от 22 июля 1944 года за «умелое командование полком при форсировании Западной Двины, образцовое выполнение боевых заданий командования на фронте борьбы с немецкими захватчиками и проявленные при этом мужество и героизм» гвардии подполковник Георгий Ковтунов был удостоен высокого звания Героя Советского Союза с вручением ордена Ленина и медали «Золотая Звезда» за номером 4129.
В дальнейшем участвовал в освобождении Прибалтики. После окончания войны Ковтунов продолжил службу в Советской Армии. В 1951 году он окончил Военную академию имени Фрунзе, в 1956 году — Военную академию Генерального штаба. В 1964—1983 годах Ковтунов служил в Главном управлении кадров МО СССР. Проживал в Москве. 
Умер 7 мая 1987 года, похоронен на Кунцевском кладбище Москвы.
Почётный гражданин Витебска и Кзыл-Орды. Был также награждён орденом Октябрьской Революции, двумя орденами Красного Знамени, орденом Александра Невского, двумя орденами Отечественной войны 1-й степени, орденом Трудового Красного Знамени, двумя орденами Красной Звезды, орденом «За службу Родине в Вооружённых Силах СССР» 3-й степени, рядом медалей.

## Сочинения
- Ковтунов Г. Н. Всей мощью огня. — М., 1982.
- Ковтунов Г. Н. Дерзкий захват переправы. // Военно-исторический журнал. — 1982. — № 7. — С.39-45.